# أحمد نبيل كوكا
أحمد نبيل كوكا (من مواليد 4 يوليو 2001، بمدينة القاهرة منطقه البساتين في مصر)، هو لاعب كرة قدم دولي مصري، يلعب في مركز خط الوسط مع قاسم باشا التركي ومنتخب مصر.

## حاصل علي 16 بطوله مع الأهلي
1. ↑  أحمد نبيل كوكا - علي موقع في الجول نسخة محفوظة 20 مايو 2020 على موقع واي باك مشين.

## وصلات خارجية
- أحمد نبيل كوكا على موقع الاتحاد الأوربي (الإنجليزية)
- أحمد نبيل كوكا على موقع إي إس بي إن إف سي (الإنجليزية)
- أحمد نبيل كوكا على موقع قاعدة بيانات كرة القدم.إي يو (الإنجليزية)
- أحمد نبيل كوكا على موقع ناشيونال فوتبول تيمز (الإنجليزية)
- أحمد نبيل كوكا على موقع Soccerbase.com (لاعب) (الإنجليزية)
- أحمد نبيل كوكا على موقع Soccerway.com (الإنجليزية)
- أحمد نبيل كوكا على موقع عالم كرة القدم.نت (الإنجليزية)